# Assembleia Provincial de Mato Grosso
A Assembléia Legislativa de Cuiabá é um edifício localizado no Centro Histórico de Cuiabá à rua Pedro Celestino esquina com a rua Campo Grande. É um dos marcos da história mato-grossense. Com a sua construção datada de 1776, foi construído com a finalidade de armazenar materiais bélicos, chamado de Armazém Geral, foi transformado em 1835 na sede da primeira Assembléia Legislativa Provincial de Mato Grosso que funcionou por mais de um século, de 1835 a 1937. Sua importância também é ressaltada porque a 28 de agosto de 1835, foi ali aprovada a lei que declarou oficialmente, Cuiabá, Capital da Província de Mato Grosso, treze anos após a Independência do Brasil. Nesse imóvel também funcionou o Tribunal Eleitoral, Delegacia de Polícia do Estado, Delegacia de Polícia Federal e o Sistema Nacional de Emprego (SINE) e o Cartório Eleitoral (50ª Zona). A estrutura foi tombada como Patrimônio Histórico de Cuiabá em 10 de setembro de 1984.